# Vicente Espinel
Vicente Gómez Martínez-Espinel (ur. 28 grudnia 1550 w Ronda, zm. 4 lutego 1624 w Madrycie) – hiszpański poeta i muzyk. Studiował na uniwersytecie w Salamance. Był wirtuozem gry na gitarze, do której dodał piątą strunę. W poezji nadał nową formę tradycyjnym decimas (dziesięciowierszowym zwrotkom ośmiozgłoskowców), które nazywano odtąd espinelas od nazwiska twórcy. Espinel był także tłumaczem – przełożył na język hiszpański Epistola ad Pisones ("List do Pizonów") Horacego.

## Dzieła
- Relaciones de la vida del escudero Marcos de Obregón, Madrid: Juan de la Cuesta, 1618.
- Diversas rimas con el arte poética y algunas odas de Oracio, 1591.